# گاولر
گاولر (انگلیسی: Gawler, South Australia) یک منطقه مسکونی در استرالیا است.